# Lerwa
Lerwa is een geslacht van vogels uit de familie fazantachtigen (Phasianidae).

## Soorten
Het geslacht kent slechts één soort:
- Lerwa lerwa – Sneeuwpatrijs